# Recharged
Recharged (engl. für: „Nachgeladen“) ist das zweite Remixalbum der US-amerikanischen Alternative-Rock-Band Linkin Park nach Reanimation, bzw. das dritte einschließlich des Mashup-Albums Collision Course. Es wurde in Deutschland am 25. Oktober 2013 veröffentlicht. Nebst Remixen von Liedern aus Living Things befindet sich mit A Light That Never Comes, eine Kollaboration mit Steve Aoki, auch ein neuer Titel in zwei Versionen auf dem Album.

## Entstehung
Fünf der vierzehn Songs sowie der Bonustrack waren schon lange vor dem Album erschienen. Denjenigen, die Living Things auf der Homepage der Band vorbestellt hatten, waren acht Monate lang monatlich ein Remix zugestellt worden, dies unter dem Schlagwort Living Things Remixed. Die aus diesem Projekt resultierenden Remixe veranlassten Mike Shinoda dazu, nun doch ein reguläres Remix-Album aufzunehmen: „Nach Reanimation sagte ich vielen Leuten, dass ich nie wieder ein Remix-Album zusammenstellen werde... aber als ich anfing, all diese großartigen Neuinterpretationen von Living Things zu hören, musste ich meine Meinung ändern. Das Ergebnis daraus, Recharged, ist es definitiv wert.“
Am 12. September 2013 schließlich kündigte die Band offiziell das Erscheinen eines Remix-Albums an. Gleichentags wurde auf Facebook das Spiel LP Recharge aufgeschaltet, mit dem der Song A Light That Never Comes freigeschaltet werden konnte. Zuvor war A Light That Never Comes schon am 10. August an einem Konzert von Steve Aoki, bei dem Chester Bennington und Mike Shinoda als Gäste auftraten, in Japan gespielt worden.
Es ist zudem bekannt, dass Shinoda nach der Veröffentlichung von Living Things viel mit EDM-Produzenten zu tun hatte. Unter anderem arbeitete er mit DJ Fresh und Avicii zusammen. Mit Letzterem kam schließlich keine Kollaboration zustande, jedoch war es Shinoda, der ihm nahegelegt hatte, für sein neues Album Aloe Blacc an Bord zu holen, mit dem er später den weltweiten Hit Wake Me Up schreiben sollte. Steve Aoki sprach von vier bis fünf Songs, die er mit Linkin Park geschrieben habe. Daraus entstand der Titel A Light That Never Comes.

## Inhalt
Recharged ist grundsätzlich ein Remix-Album von Living Things, der Song In My Remains und das Instrumental Tinfoil sind jedoch nicht enthalten. Die Titel I’ll Be Gone und Until It Breaks sind dafür doppelt vertreten. Darüber hinaus hat es mit der Vorabsingle A Light That Never Comes einen komplett neuen Song auf der Platte, auch dessen Remix der Produzenten-Legende Rick Rubin ist beinhalten. In einem Facebook-Q&A beantwortete Mike Shinoda die Frage, weshalb der Song In My Remains fehle, damit, dass sie schlichtwegs keinen Remix bekommen hätten, der gut genug sei.
Wie es bei Remixen oft der Fall ist, sind auch hier ausnahmslos alle Remixe länger als ihr Original, so dass die Standardversion mit 68:43 Minuten (14 Tracks) gegenüber Living Things (36:59 Minuten, 12 Tracks) eine fast doppelt so lange Spieldauer hat. Der Bonustrack Burn It Down (Paul van Dyk Remix) dauert sogar exakt acht Minuten.
Eine Special Edition beinhaltet neben den Alben Recharged und Living Things auch ein 48-seitiges Booklet und eine auf dem Album-Artwork basierende 3D-Skulptur, mit der man mithilfe eines beigelegten Stylus interagieren kann.

## Musikstil
Alle Remixe sind grundsätzlich elektronischer angehaucht, haben aber im Speziellen verschiedene Einflüsse. Das Spektrum umfasst Genres wie Dubstep, Trance, Drum ’n’ Bass, Techno, Progressive House, Breakcore und Trap, aber auch Hip-Hop. Unter den Remixern finden sich neben den Linkin-Park-Produzenten Mike Shinoda und Rick Rubin mehr oder auch weniger bekannte Persönlichkeiten aus dem EDM-Bereich. Mike Shinoda, Cody B. Ware und Ryu, ein Bekannter von Shinoda aus dem Nebenprojekt Fort Minor, sowie die Gaststars Pusha T und Bun B spielten neue Rapeinlagen ein.

## Titelliste
| #  | Titel                                                        | Länge | Bemerkung                         |  |
| -- | ------------------------------------------------------------ | ----- | --------------------------------- |  |
| 1  | A Light That Never Comes (mit Steve Aoki)                    | 3:49  | Erste Single (16. September 2013) |  |
| 2  | Castle of Glass (M. Shinoda Remix)                           | 6:20  |                                   |  |
| 3  | Lost in the Echo (KillSonik Remix)                           | 5:09  |                                   |  |
| 4  | Victimized (M. Shinoda Remix)                                | 3:00  |                                   |  |
| 5  | I’ll Be Gone (Vice Remix feat. Pusha T)                      | 4:00  |                                   |  |
| 6  | Lies Greed Misery (Dirtyphonics Remix)                       | 4:50  |                                   |  |
| 7  | Roads Untraveled (Rad Omen Remix feat. Bun B)                | 5:28  |                                   |  |
| 8  | Powerless (Enferno Remix)                                    | 6:07  |                                   |  |
| 9  | Burn It Down (Tom Swoon Remix)                               | 4:46  |                                   |  |
| 10 | Until It Breaks (Datsik Remix)                               | 6:00  |                                   |  |
| 11 | Skin to Bone (Nick Catchdubs Remix feat. Cody B. Ware & Ryu) | 3:54  |                                   |  |
| 12 | I’ll Be Gone (Schoolboy Remix)                               | 6:11  |                                   |  |
| 13 | Until It Breaks (Money Mark Headphone Remix)                 | 4:29  |                                   |  |
| 14 | A Light That Never Comes (Rick Rubin Remix)                  | 4:40  |                                   |  |
| 15 | Burn It Down (Paul van Dyk Remix)                            | 8:00  | Pre-order Bonustrack              |  |

## Rezeption
Die Kritiken fielen gemischt aus. Auffällig ist, dass sich viele an das Album The Path of Totality von Korn erinnert fühlen.
Laut.de stellt zuallererst mal fest, dass „im Gegensatz zum ersten Remix-Album bereits bei den Originalversionen massiv Synthie-Elemente ein[flossen], so dass dieses Mal vermehrt Dubstep- und andere Elektro-Einflüsse den Takt der fünfzehn Neuinterpretationen diktieren“. Weiter zieht der Autor Uli Brechtold das Album The Path of Totality von Korn als Vergleich hinzu und kritisiert dabei beide. Insbesondere missfalle ihm, dass sich die Remixer zu sehr in den Vordergrund drängen und dabei nicht bei bestehendem Songmaterial ansetzen. Dennoch hob er den Remix von Victimized und den Money-Mark-Remix von Until It Breaks hervor und lobte auch die Einsätze von Pusha T, Cody B. Ware und Ryu als kreativ. So resümiert er, dass die Neuinterpretationen zwar energischer und abwechslungsreicher seien, doch der Einsatz von Synthesizern und elektronischen Beats nerve nach kurzer Zeit.
Thomas Erlewine von Allmusic ist der Meinung, Linkin Park und EDM passen durchaus zusammen. Auch sei die Kombination von Hard-Rock und EDM nichts Neues, er nennt dabei Korns The Path of Totality als Beispiel. Er glaubt aber, dass das Album Fans von elektronischer Musik kaum überzeugen wird, viel eher spreche es die Hardcore-Fans von Linkin Park an.
Kate Hutchinson von New Musical Express nimmt Recharged als weiteren Beweis, dass EDM der Nachfolger von Nu Metal sei, wohl auch wieder in Anlehnung an das Dubstep-inspirierte Album The Path of Totality der Nu-Metal-Mitbegründer Korn. Sie kommt zum Schluss, dass einzig Rick Rubins Hip-Hop-Remix von A Light That Never Comes vor einem Desaster rette.